# Ottó Török
Ottó Török, né le 1er novembre 1937 à Budapest, est un pentathlonien hongrois ayant participé aux Jeux olympiques d'été de 1964.

## Palmarès

### Jeux olympiques
- 1964 à Tokyo,  Japon
  -  Médaille de bronze par équipe [1]